# Efendi
Eféndi (tudi eféndija) je v muslimanskem okolju spoštljiv naziv za gospoda. Tudi izraz za vojaške tehnične službe v britanskih kolonialnih silah, oficir za vzdrževanje.